# Bruchsee (Espelkamp)
Der Bruchsee ist ein rund ein Hektar großer See auf dem Gebiet der ostwestfälischen Stadt Espelkamp in Nordrhein-Westfalen. Er liegt nordöstlich der Kernstadt circa 250 Meter nordwestlich des Waldfriedhofs. Er ist kein Badesee, spielt aber für die örtliche Sportfischerei eine gewisse Rolle. Er liegt zusammen mit einem kleineren, namenlosen Teich westlich von ihm in einem kleinen Waldgebiet und kann über einen Fußweg erreicht werden. Das Gebiet hat aber nur eine Bedeutung für die lokale Naherholung der Anwohner dieses Bereiches.